# ヒットマン2
『HITMAN 2』（ヒットマン2）は、ワーナーブラザーズより2018年に発売されたステルス性重視のサードパーソン・シューティングゲーム。前作『HITMAN』の続編で、リブートシリーズの第2作目になる。欧米では2018年11月13日に、日本では同年11月15日にPlayStation 4、Xbox One、Windowsのプラットフォームで同時発売した。後にStadiaで2020年9月1日に発売した。
「エージェント47」として暗殺ミッションに挑む。シリーズ初のオンラインマルチプレイに対応し、メインゲームは1人用だが、スナイパーアサシンモードとゴーストモードでは2人でプレイ可能。
前作『ヒットマン』はスクウェア・エニックスより発売されたが、2017年5月にIOインタラクティブはMBOを実施してスクウェア・エニックスグループから離脱。2018年4月に
ワーナー・ブラザースが発売権を取得したため、本作はワーナーより発売される。
スクウェア・エニックスの子会社時代だった前作では同社のビジュアルワークス部によってプリレンダムービーが作られていたが、本作では系列会社から外れた影響によりIOインタラクティブ自身がムービー部分も手がけている
2023年1月26日に『Hitman 3』がシリーズ全3作をセットにした『ヒットマン ワールド・オブ・アサシネーション（HITMAN World of Assasination）』に改称されたことに伴い、本作の販売を終了した。

## ゲームシステム
伝説の暗殺者47となって、各ステージの目標を達成し、脱出するのが目的となる。

### 新要素と変更点
ワールド・オブ・アサシネーション・レガシー
今作では前作に登場したステージを今作のシステムでリマスターしたバージョンでプレイすることが出来る。前作のゲームデータを既に持っている場合は無償でアップグレードが出来る。
難易度が3段階に変更
前作では難易度が「カジュアル」と「プロフェッショナル」の2段階のみで「カジュアル」をクリアしないと「プロフェッショナル」が選択できなかったが、今作では難易度が「カジュアル」、「プロフェッショナル」、「マスター」の3段階となり、最初から難易度の選択が出来るようになった。
ブリーフケースの復活
前作ではスナイパーライフルといった武器は背中に背負って運び出す必要があり、危険物所持していることで警備員に見つかってしまったが、今作では過去のヒットマンシリーズに登場したブリーフケースが復活。殺傷武器をブリーフケースに隠して持ち込むことで、警備員のボディーチェックで武器を見つからないように運び出しする事ができる。また、一部の隠し場所ではブリーフケースに入った状態で保管されており、ブリーフケースごと回収が可能。
草むら・人混みでの隠密行動の追加
今作では一部のステージには草むらが追加されており、しゃがみ移動をすることで警備員をやり過ごしたり、気絶・殺害したNPCを草むらに隠すことが出来るようになった。また、人混みが多い箇所を移動することで、巡回する警備員をやり過ごすこともできるようになった。
画面表示の刷新
今作では画面右下にマップが表示されるようになった。また、暗殺対象が死亡したり、監視カメラに見つかったり、NPCが何かしらの異変に気付いた場合は画面左上にワイプで表示するようになった。
監視カメラの視線を追加
今作から監視カメラの視線が可視化しており、どの方向を向いているかが視覚的に見えるようになった。
スナイパーアサシンモードの追加
今作ではスナイパーライフルを使用した専用ミッション「スナイパーアサシンモード」が追加されている。このモードでは2人のオンラインマルチプレイに対応している。
ゴーストモードの追加
今作ではオンランインマルチプレイで各ステージに潜入して5人のターゲットの暗殺する速度を競う「ゴーストモード」が追加されている。

## ストーリー

### プロローグ
世界をコントロールする力を持ち得る秘密結社「プロヴィデンス」が、ICA役員エリック・ソーダースを懐柔していた事実は、中立を不文律とするICAに衝撃を与えた。日本の北海道でソーダースを排除した後、ICA役員会は「プロヴィデンス」を脅威と見做す事で一致。しかし、「プロヴィデンス」と敵対する「影のクライアント」によるテロ行為が各国で頻発し、世界中がパニックになっていることを顧み、「影のクライアント」の排除という「プロヴィデンス」からのコンタクトを承諾した。

47は、「プロヴィデンス」の幹部コンスタントがダイアナ・バーンウッドに直接接触してきたという出来事を、バーンウッドが役員会に報告していないと感じ取っていた。47が思惑を尋ねると、個人的な理由をもとにしたコントラクトの請負は本来ICAの規則に反しているとした上で、「プロヴィデンス」が47の過去についての有力な情報を持っている、とバーンウッドは打ち明ける。

### ナイトコール
47がコロラドで手に入れた情報をもとに、「影のクライアント」一派の一員である暗殺者アルマ・レイナードの所在を割り出された。47はニュージーランドのホークスベイに建つレイナードのセーフハウスへと赴くが、彼女は出払っており完全な無人であった。オフィスに設置されていたPCを調べた結果、「影のクライアント」本人の情報は掴めなかったものの、「プロヴィデンス」からの離反者の存在を得る。しかしその直後、レイナードが傭兵の集団を引き連れセーフハウスへと戻ってくる。

### フィニッシュライン
「プロヴィデンス」からの離反者はアメリカのロボット開発会社クローンシュタット・インダストリーの責任者、ロバート・ノックスであった。クローンシュタットは世界有数の技術を持つ名声と裏腹に軍事企業としての側面を持ち、各国の軍やテロリストへの武器輸出などにより戦争犯罪の増加に一役買っていた模様。「影のクライアント」へと情報が漏れることを恐れた「プロヴィデンス」より依頼を受け、47はアメリカ・マイアミにあるクローンシュタット本社と、同社社屋の裏に位置するレーシングコースで開催されている「グローバルイノベーションレース」にて、ロバート・ノックスと、その娘で同社財務部門幹部のシエラ・ノックスを暗殺する。

### 幕間1
「プロヴィデンス」は最初に殺害された前ミルトン・フィッツパトリック銀行頭取ユージーン・コブの周辺調査の結果、1988年から凄腕の傭兵として各紛争に参加しており、コブのボディーガードであったルーカス・グレーを「影のクライアント」と断定する。だが、グレーの1988年以前の経歴や生い立ちに関する情報は全く得られず、また秘匿組織である「プロヴィデンス」をどのようにして知ったのか、なぜ攻撃を続けるのかに関しても掴めなかった。
一方、グレーはハクティビストの協力者オリヴィア・ホールからの連絡で、47がついに「プロヴィデンス」と実質的に手を組み、民兵達へと牙を剥き始めた事を知る。これまでの暗殺から不安と警告を促すホールに、グレーは「たとえ覚えていなくても、これはあいつの戦いでもある」と呟く。そして「リコ」と呼ぶ人物へと連絡を取るのであった。

### 三首の蛇
「プロヴィデンス」との共有により、ICAも「影のクライアント」の正体であるルーカス・グレーに関する情報を得た。同時に、民兵の襲撃パターンを世界中の航路、空路と照らし合わせたところ、コロンビア最大の麻薬カルテルであるデルガド・カルテルのコカイン輸送経路を利用していたと判明。カルテルのボスであるリコ・デルガドを含めたカルテルの主要メンバーを排除、解体させれば民兵の移動手段を大幅に制限できるとし、47はコロンビア奥地のジャングルにある河川沿岸の漁村、サンタ・フォルチューナへと向かう。

### 幕間2
デルガド・カルテルの3幹部＝リコ・デルガド、スポークスマンのアンドレア・マルチネス、開発責任者のホルヘ・フランコ排除の報告を受けたダイアナ・バーンウッドは、とある場所へと向かう。それは弟、そして両親の墓前であった。バーンウッド夫妻は事故で息子（ダイアナの弟）の命を奪ったとある企業に訴訟を起こそうとするも、幼いの目の前で爆殺されていたのだ。かつて自分が墓前に置いた飛行機のおもちゃを手に取り、ダイアナは踵を返す。
同じころ、グレーはヨハネスブルグのエーテル本社ビルから何かを強奪。ビルのある階ごと「プロヴィデンス」のメンバーを爆殺しヘリで飛び立っていく。

### 雲を掴むような話
グレーの民兵が人質のビデオメッセージを公開したことで、全世界に「プロヴィデンス」の存在が露見した。ICAでは分析官に動画を調査させる一方、デルガド・カルテルが行っていた偽造身分証製造時のリストより、かつて南シナ海で猛威を振るった海賊「メイルストロム」ことワジール・カレの存在を突き止める。彼らは2014年のタンカー襲撃の際に中国の特殊部隊からの反撃を受け壊滅するも、ごく一部が逃げ延びインド・ムンバイに潜伏していた。ICAは上海でプロヴィデンスのメンバーである某企業のCEOが殺害された事件には、カレを含む海賊団の生き残りが関わっているとし、47をムンバイのスラム街へと向かわせる。標的はカレと、主立った残党2人＝映画プロデューサーのダウッド・ランガン、スラム街一帯を支配するヴァーニャ・シャーの3人。

### 幕間3
ムンバイでの任務の後、ICAはグレー本人がルーマニアの廃墟と化した孤児院に潜伏していることを突き止める。グレーは確かにそこに存在しており、47に銃を向けられるも、抵抗や仲間を呼ぶような素振りも見せず、かつて自分と47はこの孤児院で共に育ったことを静かに47へと語りかける。不明であった自らの生い立ちに微かに動揺を見せつつもグレーを排除しようとする47であったが、グレーの言葉によって僅かに記憶を取り戻す。その内容とは47とグレーはかつて「プロヴィデンス」が運営していたこの孤児院で生まれ育ったこと、グレーの被検体番号でかつての呼び名であった「サブジェクト6」の名、そしてかつて2人は「プロヴィデンス」全員を滅ぼすことを誓ったことであった。

### アナザーライフ
かつての誓いを思い出したことで、47はICAないしはプロヴィデンスを裏切り、グレー側につくことを決める。しかしプロヴィデンスの首領「パートナー」の存在は巧妙に隠されており調査することは出来なかったため、判明している中で最も高位の幹部であるコンスタントに狙いを定めた。彼をおびき寄せるための賭けとしてグレーはエーテルから奪った記憶修復剤を47へと打ち込み、47はかつて自らの記憶を失わせた人物で、同様に「コンスタント」と呼ばれていた男・ヤヌスの存在を思い出す。「プロヴィデンス」を攪乱させるため、ICAの上層部にはヤヌスこそが「影のクライアント」本人であったという情報を流し、彼を始末するためにアメリカ、ホイットルトン・クリークへと向かう。

### アーク・ソサエティ
ホイットルトン・クリークにて、ヤヌスは世界の終末に向けた脱出・生存主義を持つ高級会員クラブ「アーク・ソサエティ」の初代会長であった過去があり、現在もそのよしみでコンスタントと繋がりがあったことが判明。そして来たる同クラブの年次集会にはコンスタントも出席するという情報を得た一行は、ヤヌスの葬儀のため輸送された遺体の位置を追う。その場所は北大西洋に浮かぶ小島、スゴール島であった。彼を誘拐するため、47とグレーは島へと上陸するも、コンスタントは有事に備え首に毒チップを埋め込まれており、スイッチ一つで彼を殺害できる手はずとなっていた。そのスイッチは「アーク・ソサエティ」の新たな総帥であるワシントン姉妹の手にあり、誘拐の大きな障害となりうるために、47らは姉妹を暗殺することに決める。
47とグレーの暗躍により、ついにコンスタントを捕らえることに成功。彼の自白により、プロヴィデンスとはイングラム、カーライル、ストイフェサントの3つの一族が発端となり何世代にもわたって作り上げられた組織であることが明らかとなる。また、彼はバーンウッドと二人きりとなったタイミングを見計らい、かつてバーンウッドの両親を殺害したのは、若かりし47その人であったことも告げるのであった。

### 高額の退職金
コンスタントが口にした3つの一族、その当代について調査するも、既にいずれも事故死、病死などを遂げていた。いち早く異常事態を察し、痕跡の抹消を始めた事に焦るグレーに対し、コンスタントは金の流れを追うように進言する。そこでグレーはアメリカ・ニューヨークにあるミルトン・フィッツパトリック銀行の支店長アテナ・サヴァラスがプロヴィデンスの工作員であることを思い出し、47と共にニューヨークへと向かう。銀行の最深部に位置するデータコア内に、「パートナー」の口座記録の存在を察知し、47は難攻不落、大都会の中心部に位置する銀行へと潜入する。

### 最後の楽園
銀行で得たデータコアの情報によると、「パートナー」はヘイブンなる企業に複数の送金履歴が見受けられた。ヘイブン社はモルディブの島々を拠点とし、表向きはセレブ向けのイメージマネジメント企業を唄うも、本業は犯罪者の戸籍・アイデンティティの抹消や再構築を生業として利益を得ている。ホールがサーバーへのハッキングを試みるものの、ヘイブン社側の短時間ごとの手動アクセスキーリセットにより、作業は難航。47はヘイブン・アイランドへと上陸し、3人の管理者の排除に取り掛かる。

### エピローグ
47による暗殺とホールのハッキングで、ヘイブン社のサーバー内に残っていた「パートナー」の正体が遂に判明する。しかしホールがデータを確認すると、彼らはいずれも名ばかりの幹部であり、現在の「プロヴィデンス」の全権はアーサー・エドワーズという人物に付与されているという。バーンウッドは不可解な状況を訝しみつつも、重大な事実に気が付き、現在も拘束を続けているはずのあの男の元へと急ぐ。しかし、｢コンスタント」ことアーサー・エドワーズの姿は忽然と消えていたのであった。

## 登場人物

### 主要人物

#### 三部作共通の主要人物
エージェント47（Agent 47）
主人公。
「雲を掴むような話」クリア後のムービーにてグレーと接触。『1』初期ミッションに関わる「影のクライアント」ことグレーがかつての同僚であるサブジェクト6である事を知り、彼の手で記憶を取り戻す。以降グレー側に付くが、それは過去と否応無しに向き合う事を意味していた。
ダイアナ・バーンウッド（Diana Burnwood）
ICA(ザ・エージェンシー)に所属する、47のオペレーター。
『三首の蛇』クリア後のムービーで、彼女の過去が明かされている。イギリスで5代続いた準男爵家の当主であった父は息子(ダイアナの弟)を公害で失い、その原因企業の告発に動いていたが、墓参の帰途、何者かの手によって妻とともにダイアナの目の前で爆殺された。成長したダイアナはオックスフォード大学に通う傍ら、原因企業の役員への復讐を続けてきたが、父の友人であるエリック・ソーダース(『1』の登場人物)に説得され、ICAに入ったのであった。
アーサー・エドワーズ（Arthur Edwards） / コンスタント（The Constant）
プロヴィデンスの幹部。グレーの傭兵組織の暗躍を阻止するため、その手駒となっていたICAを自陣営に引き込もうと画策。『1』のエピローグムービーで47の過去に纏わる秘密を手にバーンウッドに接触する。目論見は成功するものの、逆に首領である「プロヴィデンス・パートナーズ」に不審を抱かれる事になる。
『1』では単に「コンスタント」とのみ呼ばれていたが、「ヘイヴン・アイランド」クリア後のムービーにて本名が明かされ、「コンスタント」がプロヴィデンスの最高幹部の称号である事が判明した。
ルーカス・グレー（Lucas Grey） / 影のクライアント（The Shadow Client） / サブジェクト6（Subject 6）
長きに亘って47を追い続けてきた傭兵。『1』の初期ミッション（『ショーストッパー』～『27クラブ』）で、ICAのクライアントへ秘密裏に情報を流す事で間接的にプロヴィデンスを攻撃していたが。中立を侵犯されたICAの報復を受け、47への接近を図る。その過程で、47と同じプロヴィデンスの研究所で育った超人兵士「サブジェクト6(6番目の実験体)」という正体とプロヴィデンス打倒の目的を明かし、47とバーンウッドに協力を求める。
オリヴィア・ホール（Olivia Hall）
グレーに協力するクラッカー。47とバーンウッドがグレーと初接触した際、47が過去の記憶を思い出すようにする処置を施し、グレーに不信を持つバーンウッドを説得する。

#### スナイパーアサシンモードの登場人物
ナイト
CO-Opプレイをする時の主人公の1人。ICAの見習いエージェント。パートナーであるストーンと共に狙撃による暗殺を行う。
ストーン
CO-Opプレイをする時の主人公の1人。ICAの見習いエージェント。パートナーであるナイトと共に狙撃による暗殺を行う。

### メインミッション・シーズン２の登場人物

#### ナイトコール
アルマ・レイナード（Alma Reynard）
暗殺対象。影のクライアントに雇われた暗殺者。バスク人で、両親は民族主義武装組織のメンバーだった。47と同様に変装を得意としている。プロヴィデンス工作員である大企業社長殺害のために、社長の部下の家族を拉致して、その安全と引き換えに殺人を強要するなど、目的のためには卑劣な手段も厭わない。
アナルコプリミティビズム(無政府原始主義)のテロ組織「素朴なる軍隊」に所属していた頃、前作ミッション「フリーダム・ファイターズ」のショーン・ローズと出会い、1女をもうけた。娘は妹に預けており、ミッション中では妹との電話で娘の近況に触れている。。
オーソン・ミルズ（Orson Mills）
影のクライアントに雇われた元CICADAの暗殺者。レイナードの現恋人。
エスカレーション『Mill'sの夢想』は彼の見た悪夢という設定。

#### フィニッシュライン
ロバート・ノックス（Robert Knox）
暗殺対象。ロボット開発会社クローンシュタット・インダストリーの創業者。プロヴィデンスのメンバー。ロボット工学と人工知能の双方を手掛ける技術者でもあり、一代でクローンシュタットを大企業に発展させた。軍需産業に噛んでおり、ジン・ポーに兵器を提供したとされる。ココナッツボールが好物で、多忙の合間を縫ってベイサイド・センター前のフロリダマンの屋台に出向いている。
プロヴィデンスメンバーである大企業の社長が相次いで暗殺される事件を受け、身の安全の為に影のクライアントとの取引を企てるが、レイナード邸に遺されたデータでその事実が発覚したため、プロヴィデンスから暗殺を依頼された。
シエラ・ノックス（Sierra Knox）
暗殺対象。ロバートの娘。クローンシュタット・インダストリーズの財政管理を任されており、次期責任者となる予定。気性の荒いレーシングドライバーでもある。
父ロバートには愛憎入り混じった感情を持つ。母親はシエラの出産直後に敗血症で亡くなったが、シエラはロバートに責任があると思い込んでいる。一方父からの承認欲求も強く、クローンシュタットにはロバートに内緒かつ実力で入社している。
モーゼス・リー（Moses Lee）
中国の重機械メーカー・コーウーンのCEOでレーシングドライバー。コーウーンはグローバル・イノベーション・レースでのクローンシュタットのライバルだが、クローンシュタットが不正手段を使っていると推測しており、リーはコーウーンの技術力と自身の運転のみでクローンシュタットをねじ伏せるべく、レースでの優勝を目指している。
ニコラス・ヴェルモレス（Nicholas "Florida Man" Velmorres）
ココナッツボールを売る人気屋台の店主で、別名「フロリダマン」と呼ばれている。
ココナッツボールの中にメス(メタンフェタミン)を入れる事件を起こして刑務所に収監された過去を持つ。出所後も懲りておらず、「クリスタル」と呼ばれる物質が入ったココナッツボールの中に再びメスを入れる犯行を行おうとしている。
アルバート・ノア（Albert Noah）
クローンシュタットの元社員。カンダヤンでジン・ポーが起こしたトンガンバレー事件にクローンシュタットのドローンが関与していた証拠書類を持つ。
着ぐるみスタッフのジョンソンから奪ったピンク色の鳥の着ぐるみを着ている。しかし、ジョンソンから着ぐるみを奪う際に書類を置いている車のキーを落してしまい、近くを通った47にキーを取ってきてほしいと頼む。
テリー・ジョンソン（Terry Johnsson）
サーキットの着ぐるみスタッフ。何者かに襲われて着ぐるみを奪われてしまったため、パンツ一丁の姿で別のスタッフに介抱されている。
エドワード・メンデス（Edward "Ted" Mendez）
アメリカ陸軍の軍人。軍用アンドロイドを売りに出そうとしていたロバート・ノックスのデモンストレーションの準備に長時間待たされていることに立腹し、クローンシュタットの外を歩き回っている。
スミス（Mr. Smith）
グローバル・イノベーション・レースのレースマーシャル（公認審判員）。ロバート・ノックスに内通しており、モーゼス・リーのレースカーに爆弾を仕掛けようとしたが失敗。警備員の事情聴取を受けている。
ハイジ・サントロ（Heidi Santoro）
前作「27クラブ」にも登場した人気バンド「The Class」のギタリスト。レース後のシエラ・ノックスとラウンジで会話をしていた。
前作にて同じバンドのメンバーだったジョーダン・クロスの亡き後、ジョーダンの死の直前に加入したドラマーのアベル・デ・シルバと音楽活動をしているが、デ・シルバがジョーダンを殺したのではないかと疑っている。
シャイフ・サルマン・アル＝ガザーリー（Sheikh Salman Al-Ghazali）
前作の「ショーストッパー」にも登場したアル＝ガザーリー家の首長。サーキットのラウンジでヘクター・デルガドと商談交渉を行っている。

#### 三首の蛇
リコ・デルガド（Rico Delgado）
暗殺対象。コロンビアの麻薬組織デルガド・カルテルのリーダー。チリ出身。小漁村サンタ・フォルチューナにコカ農園とコカイン精製工場を設け、村民に雇用の機会を与えている。完全武装した兵士とコカインを載せて航行出来る潜水艇を保有し、影のクライアントを配下の兵士や物資の輸送で支援している。
ブリーフィングで、『Hitman: Blood Money』に登場するフェルナンド・デルガドの甥と記されている。
アンドレア・マルチネス（Andrea Martínez）
暗殺対象。デルガド・カルテルの広報役でリコの幼馴染。やり手のビジネスパーソンで、下水道処理施設（に偽装した新しいコカイン精製工場）の建設許可や、カルテル構成員の釈放などあらゆる交渉を一手に引き受けている。
ホルヘ・フランコ（Jorge Franco）
暗殺対象。デルガド・カルテルのコカイン開発担当の科学者。品質改善や、輸送の安全の為の煉瓦や土人形への偽装に取り組んでいる。
ヘクター・デルガド（Hector Delgado）
リコ・デルガドの弟でマルチネスの元恋人。ヘクター自身の浮気が原因でマルチネスと破局したが未だに未練を持っている。マルチネスに宛てた手紙を書くが、屋敷のどこかに落としてしまう。
エスカレーション「タームスに夢中」では暗殺対象となっている。
「フィニッシュライン」にも登場しており、サーキットのラウンジでアル＝ガザーリーと商談交渉を行っていた。また『3』のミッション「別れ」でのNPCの会話では、リコとマルチネスの死後カルテルを掌握したとされている。
カタリナ・デルカド（Catalina Delgado）
リコの妻。リコとの間に子供がいたが、流産してしまっている。リアリティー番組で自身をモチーフにしたタトゥーをリコに彫ってもらったことから、ポール・パワーズの大ファン。リコとの関係が冷めているのか、他の男に声をかけて誘惑している。
トーレス・ピオンボ（Torres Piombo）
ヒッピーの格好をした青年。コカインの運び屋として活動しているが、煉瓦化したコカイン製の置物を誤って落として割ってしまったため途方に暮れている。
前作の「明日の世界」にも登場している。
ポール・パワーズ（Paul Powers）
別名「P-Power」と呼ばれるアメリカのタトゥーアーティスト。リコ・デルガドに施されているタトゥーを直すためにコロンビアに訪れている。しかし、客が麻薬カルテルのボスとあって命の危険を感じている。また恋人であるデキシーとトラブルになっており、この2つの理由からバーで頻繁に電話をしている。
パブロ・ベニテス・ファリアス（Pablo Benítez Farías）、フークル・セッレ（Whoukr Serre）、ラウル・コバス・イバラ（Raul Covas Ibarra）
リコ・デルガドの銅像の除幕式で演奏を行う4人組のバンドメンバー3人。除幕式の前夜にバーでパーティーをした影響で酔っ払ってしまい、3人は町のどこかで眠っている。尚、残りの1人であるドラマー(名前は未設定)はパーティーの後自宅に戻るが心臓発作で死亡した。
タイタ（Taita）
サンタ・フォルチューナ市街から外れたジャングルに住むシャーマン。村民からは尊敬されている。カルテルが水処理施設に偽装して建設している新コカイン精製工場の工事現場で人骨が発見され、祟りを畏れた作業員が労働を拒否したため、マルチネスが霊的浄化を依頼している。
「蛇の抱擁」にも登場。自身が住む庵をレディントンに占拠された上、そのレディントンから自身の狩りを祝福するよう依頼されているため、村内のバーにこもっている。
マテオ・ルナ・コヴァルビアス（Mateo Luna Covarrubias）
デルガド・カルテルが保有する潜水艇を管理する技師。数日前の事故で足を負傷し自宅療養中だが、潜水艇の試運転のために出勤を求められている。
エル・ミホ（El Mijo）
リコ・デルガドが飼っているカバ。カバは本来草食だが、エル・ミホはある時期から肉以外は受け付けなくなっており、養育師を困らせている。

#### 雲を掴むような話
ワジール・カレ（Wazir Kale "the Maelstrom"）
暗殺対象。別名「メイルストロム」。かつてムンバイで活動していたギャング組織「CROWS」のリーダー。その後海賊に転じ、南シナ海を航行する商船の脅威となっていたが、2014年のハムスン石油タンカー襲撃で中国人民海軍と交戦。自身は生還するも海賊団は壊滅した。後に同じく生き残った同僚からルーカス・グレーを紹介され、彼の民兵組織に参加。ムンバイに帰郷して「CROWS」を再結成し、武装革命集団として生まれ変わらせようと目論む。
他のターゲットと異なり、一般人としてNPCに紛れて行動しており、何らかの方法で特定するまでは47のインスティンクトでも位置を特定することはできない。
ヴァーニャ・シャー（Vanya Shah）
暗殺対象。歴史ある山賊一族の出身。メイルストロムの旧友で、「CROWS」、海賊団と行動を共にした。海賊団壊滅後ムンバイに戻り、買収したスラム街のランドリーショップを拠点に、自ら「女王」と称して一帯を支配している。かつての同僚だったランガンとは対立関係にある。
ダウッド・ランガン（Dawood Rangan）
暗殺対象。メイルストロムとは「CROWS」時代からの仲で、海賊団では金庫番を務めた。海賊団壊滅後はムンバイに戻り、表では映画プロデューサー兼俳優として過ごすが、裏では保険詐欺やマネー・ローンダリングなどの金融犯罪を手掛け、自身の意に沿わない者には暴力をちらつかせて圧力をかけている。現在はメイルストロムを主人公とした映画を自分を主演にして撮影中。
カラン・ダール（Karan Dhar "The Kashmirian"）
別名「カシミリアン」。インド系アメリカ人の暗殺者。FBIから指名手配されてインドに逃げ、現在はムンバイで活動。ヴァーニャ・シャーからランガンの暗殺を依頼されたが、メイルストロムに自らの腕を売り込むために両名を暗殺しようとしている。
マイク（Mike）
ヴァーニャ・シャーがランガンの所に送り込んだスパイ。ランガンのボディーガードによってスパイであることがバレてしまい、ビルの上階にある剥き出しの木の板の端に連れられ尋問を受けている。
ガーディ・ゴーカレー（Gurdeep Gokhale）
ムンバイのランドリーショップの新任親方。資料を紛失した事で、オーナーであるヴァーニャ・シャーによる粛清を怖れており、飛行機でムンバイから逃げようとしたりと彼女から隠れている。
バーラト・チラムクルティ（Bharath Chilamkurthy）
ムンバイの仕立て屋の店主。ヴァーニャ・シャーからドレスの仕立ての為に来てほしいと依頼されているが、過去に彼女からドレスを注文された同業者が粛清されたとの話しを聞かされ、店の奥に隠れてやり過ごそうとしている。
バワン・サーガル（Bhavin Sagar）
ムンバイの床屋の店主兼情報ブローカー。新生「CROWS」に雇われたが、ボスであるメイルストロムの顔を忘れてしまい途方にくれている。
ソーハム・フセイン（Soham Hussain）
ランガンのビルを訪れている画家。ランガンの肖像画を描こうとしているが、特定の色の絵の具が不足しており困り果てている。
カリズマ・ハッサン（Karisma Hassan）
ランガンが制作している映画に出演する主演女優。ランガンとのラブシーンを頑なに拒否している。また、国際的な映画への出演を希望しているが、ランガンは医者に賄賂を渡し、彼女の母親を病気にして妨害している。
グレゴリー・アーサー（Gregory Arthur）
ランガンが制作している映画に出演するアメリカのブロードウェイ俳優。本名はギルフォード・ブーティスワン（Gilford Bootyswang）。
ランガンから嫉妬されており、人気になったら家族を殺すと脅迫されている。
スラム街の屋台で食べたカレーで食中毒を起こして苦しんでおり、下水道に向かっては度々嘔吐を繰り返している。
ミラ・カーム（Mira Kham）
ランガンが制作している映画の監督。映画の問題点があるとランガンのオフィスに行き指摘している。
リマ・シャー（Rima Shah）
ヴァーニャ・シャーの助手。名前は偽名で本名は不明。ヴァーニャとは血縁関係にはなく、リマがヴァーニャを助けた際にヴァーニャから名付けられた。ヴァーニャが食事をする際は毒見役になっている。
エスカレーション「RAAZアルゴリズム」では暗殺対象となっている。
ディネシュ・レイ（Dinesh Ray）
ランガンのボディーガード。
カフェ・フーダ（Kafe Hudsaa）
ムンバイの僧侶。エスカレーション「神々しい末裔」では暗殺対象となっている。

#### アナザーライフ
ヤヌス（Janus）
暗殺対象。元KGBのスパイマスターで前任のコンスタント。本名・出自は全て抹消しており、そのため「ニキータ・フルシチョフの私生児」との噂さえ立てられている。
CIA、MI6両組織の最上層部にエージェントを送り込む事に成功したほどの凄腕だったが、レオニード・ブレジネフによる権力掌握後、「もはや冷戦ではない」との考えからプロヴィデンスの招聘に応じ、コンスタントに就任した。
ソ連崩壊の前年にKGBを退職しロシアを出国。アーク・ソサエティを設立し、会長としてスゴール島を拠点に活動。2004年にアメリカ・バーモント州のホイットルトン・クリークに移り住み、プロヴィデンスから派遣されたボディーガードに囲まれながら暮らしている。体力は衰えており、人工呼吸器を常用する。
プロヴィデンスを攪乱するために、彼が影のクライアントであるという偽の情報を流した上で暗殺することになる。
ノーラン・キャシディ（Nolan Cassidy）
暗殺対象。ダニエル・モリス副大統領の警護をしていた元シークレットサービス。ヤヌスの警護班チーフとプロヴィデンスのヘラルドをしている。
対プロヴィデンス攪乱計画の矛盾を報告する恐れがあるため暗殺対象に挙がった。
ヘレン・ウェスト（Helen West）
ヤヌス邸の右隣に住む老女。週末に自家製マフィンを近隣に振る舞っている。ヤヌスがアーク・ソサエティの年次会合で着用するローブは彼女が織った物。
彼女にはもう一つの顔があり、それを知るのはヤヌスのみ。自邸の地下室にはこの秘密に関わる物資がある。
エスカレーション「オリアリーの大災害」では暗殺対象となっている。
ジェームズ・バディ（James Batty）
キャシディ邸の左隣の住人。ヤヌスがホイットルトン・クリークを出る際に使うヘリコプターの騒音を巡って、ヤヌスを相手取り訴訟を起こしている。
エスカレーション「バディの安寧」では暗殺対象となっている。
ネルソン・ラファイエット（Nelson Lafayette）
訪問看護師。健康診断のためヤヌス邸に通っているが、ヤヌスからは「退屈で愚か」と評されている。自然愛好家で、ヤヌス邸に向かう前に小川のアヒルに餌をやっている。
リチャード・ウィルソン（Richard Wilson）
小説家。ヤヌス邸の裏(キャシディ邸からは左斜め向かい)に居を構える。自宅を開放したバーベキュー・パーティーを頻繁に開いている。
サミル・チャンドラ（Samir Chandra）
不動産業者。ウィルソン邸の右隣にありキャシディが物色している邸宅の案内のためにホイットルトン・クリークを訪れているが、ヘレン・ウェスト自家製のマフィンに夢中になり、キャシディを待たせてしまっている。

#### アーク・ソサエティ
ゾーイ・ワシントン（Zoe Washington）/ソフィア・ワシントン（Sophia Washington）
暗殺対象。プロヴィデンスの工作員で会員制クラブ「アーク・ソサエティ」の新任会長。双子で、ベリーショートの髪型をしているのが姉のゾーイ。姉妹揃ってトレジャーハンターとしても知られており、傭兵集団を指揮して地元の文化・暮らし（時には人命）も軽視する手段を選ばないトレジャーハントを行っている。父親のバイロン3世はプロヴィデンスの息が掛かった保守系シンクタンク「パックス・ムンディアル」の会長。
コンスタントがアーク・ソサエティの年次会合に出席している間彼に仕掛けられたキルスイッチを所持しており、彼の誘拐の大きな障害となるため暗殺対象とされた。
姉妹の会長就任はプロヴィデンス・パートナーズ主導であったらしく、姉妹は会長就任に反対したヤヌスに遺恨を持ち、ソフィアはコンスタントとも折り合いが悪い。また、グレーが収集した資料によると、コンスタントは当初姉妹の次期会長推薦を支持したものの、やがて姉妹の野心的な性格が自分の地位への脅威になると予測していた模様。
ブレイク・ナサニエル（Blake Nathaniel）
スゴール島に潜入したトレジャーハンターで、ソフィア・ワシントンの元交際相手。ソフィアとは「雲の蛇」と呼ばれるアステカ文明期のネックレスを巡る争奪戦で破局した。
「雲の蛇」は最終的にナサニエルの手に落ち、アーク・ソサエティに寄贈された。本ミッションでは、年次会合に併催される所蔵品展示会に出展されている。
モデルは「アンチャーテッドシリーズ」の主人公ネイサン・ドレイク。
ジェベダイア・ブロック（Jebediah Block）
1991年にアーク・ソサエティを共同設立したエネルギー企業のCEO「オリジナル5」の1人で、多くの炭鉱を所有する石炭王。保守的な気候変動否定論者で、ワシントン姉妹が提示するクリーンエネルギー事業の推進に唯一異議を唱えている。
ブロックの反対によって、「オリジナル5」で構成されるアーク・ソサエティの最高決定機関「評議会」の会議は中断されている。
アクセル・フェンニガー（Axel Phenniger）
トニー賞を受賞した経験がある売れっ子俳優兼劇作家。
年次会合で行われるの姉妹の会長就任式典で司会者を務めるが、必要以上に目立つ事を嫌う彼にとって、今回の仕事はは不本意であるらしく、スタッフに不満をぶつけている。
コーネリア・ストイフェサント（Cornelia Stuyvesant）
プロヴィデンス・パートナーズの1人であるマーカス・ストイフェサントの1人娘で、アーク・ソサエティのメンバー。ワシントン姉妹とは旧知の仲。
ジェイソン・ポートマン（Jason Portman）
『1』の「逆位」にも登場した人物。アーク・ソサエティのメンバー。クォンタムリープを売却後、SNS「MuchTalk」を設立した。
前作にてガマ私立病院でヘルムート・クルーガーに似た見た目に整形しようとしたが失敗。そのため、47に似た容姿をしている。首にHKの形をしたネックレスを付けている。
アーキテクト・ラウンジに入ろうとしたが、拒否されてしまう。
エイモス・デクスター（Amos Dexter）
「逆位」にも登場したアーク・ソサエティのメンバー。酒とタバコを愛するテキサス出身のビジネスマンで、前作と同様にカウボーイハットを被っている。中庭でゲームをして遊んでいる。
クリスティ・ウェルチ（Christy Welch）
プラハ・フィルハーモニアのスターで、ハーピスト。ヤヌスの葬儀で「アヴェ・マリア」を演奏するため、スゴール島を訪れている。
ミュリエル・モーテンセン（Muriel Mortensen）
スゴール島の死体安置所でヤヌスの死体を担当する職員。
ゴッドフリー・ハーゲン（Godfrey Hagen）
「オリジナル5」の1人で、プロヴィデンスと深く繋がりがあるノルウェーの石油企業「ハムスン石油」の責任者。ハムスン石油自体はシエラ・ノックスのレーシングチームのスポンサーや、メイルストロムが2014年に襲撃に失敗したタンカーを所有する企業として以前から名前が登場していた。
ローマン・ゼレンコ（Roman Zelenko）
「オリジナル5」の1人。エスカレーション「QUIMBYの困惑」では暗殺対象となっている。
カトリーヌ・"キキ"・ゾラ（Catherine "Kiki" Zola）
「オリジナル5」の1人。
バーナデット・クレイグ（Bernadette Craig）
「オリジナル5」の1人。
ザカリー・イェーツ（Zachary Yates）
弁護士。前作「27クラブ」のケン・モーガンと共同で弁護士事務所を設立したドン・イェーツの弟。ブロックからワシントン姉妹の評議会を貶めるために汚点を得るよう依頼される。
ミハイル・カディール（Mikhail Kadir）
コンスタントのヘラルド。ヤヌスの裏切りについての調査やルーカスの組織に所属するオーソン・ミルズがベルギーに潜伏している情報をコンスタントに報告する。
マリク・シンクレア（Marek Sinclair）
クローンシュタットの研究員。コンスタントに埋め込まれているキルスイッチの開発者。キルスイッチの設計図を所持している。

#### 高額の退職金
アテナ・サバラス（Athena Savalas）
暗殺対象。ミルトン・フィッツパトリック銀行のニューヨーク支店長。プロヴィデンスの工作員でもあり、ニューヨーク支店地下の大金庫にプロヴィデンス創始者である3人について収めたデータコアを保管。3つ揃えるとデータコアと同等のバックアップを得られる、ハードドライブの一つも所持している。コンスタントが話した、データコアまたはハードドライブの奪取を悟られる可能性があるため、暗殺対象となった。
前頭取ユージン・コブから後任に推されていたが、取締役会の反対やユキ・ヤマザキ(『1』のミッション「逆位」に登場)の介入などでアレクサンダー・ファニンに敗れた経緯がある。
マテオ・ペレス（Mateo Perez）
ミルトン・フィッツパトリック銀行ニューヨーク支店の警備・セキュリティ部長。データコアのバックアップ・ディスクの所持者の一人。数日前に支店で起きた不正侵入事件を受け、事情聴取や警備強化の指示のため支店内を走り回っている。しかしサバラスとマンが行っている銀行資金横領を部分的に察知しており、不正侵入なるものは横領の証拠が記された文書を隠滅するための工作に過ぎないと判断している。このため、ゲームの進行によっては、辞任を示唆する行動に出る。
ファビアン・マン（Fabian Mann）
ミルトン・フィッツパトリック銀行ニューヨーク支店の経理部長。データコアのバックアップ・ディスクの所持者の一人。サバラスの腹心で、彼女と共に銀行の資金を横領している。不正侵入事件を受けて書類調査に追われる行員や会計士たちはもちろん所管外であるトレーディングルームにも顔を出して叱咤激励するほどの精力的な人物。
ルビー・レッド（Ruby Red）
大企業の不正報道で知られるジャーナリスト。サバラスとマンによる横領疑惑を証明する内部文書を、行内内通者から受け取るためニューヨーク支店を訪れているが、不正侵入事件で支店内の警備が厳しくなり、内通者と接触できずにいる。
過去にMuchTalkの個人情報濫用や情報漏洩を報じており、窮地に追い込まれた同社CEOのジェイソン・ポートマンはヘイヴン・アイランドに逃避した。
ロジャー・ジャクソン（Roger Jackson）
ミルトン・フィッツパトリック銀行の投資部門所属行員。服装が銀行の規則に合わないとして解雇を内示され、サバラスからの正式な解雇通告を前に、行内の廊下で警備員を相手に愚痴を漏らしている。
フランク・ウィンクルマン（Frank Winkelman）
ミルトン・フィッツパトリック銀行ニューヨーク支店のベテラン警備員。支店に勤務する行員ほぼ全員の顔を熟知している。宝くじで高額の懸賞金を得たのを機に退職を決めている。
トーマス（Thomas）
求職者。ミルトン・フィッツパトリック銀行の面接試験を受けにニューヨーク支店を訪れたが、極度の緊張のため、試験を前にトイレに走りがち。
ジョス、ロー（Joss and Ro）
ミルトン・フィッツパトリック銀行ニューヨーク支店の専属ITエンジニア。フラミンゴの着ぐるみの脚部を履いているのがジョス。
ニューヨーク支店ビルはWi-Fiを用いた無線LANを敷いており、支店長室の回線に何らかの不具合が発生した場合には、2人のうちどちらが地下のIT事務室から4階の支店長室に呼び出される事になっている。

#### 最後の楽園
タイソン・ウィリアムズ（Immanuel Singh）
暗殺対象。アメリカ人。著名人向け評判管理サービスと高級リゾート「ヘイヴン・アイランド」を運営すると同時に、不都合な事態に見舞われた著名人や犯罪者の身元・経歴などの個人情報の抹消・偽造を行っているヘイヴン社の創始者でCEO。暴君と恐れられている。アメリカの百貨店の警備責任者時代に万引き犯への過剰防衛で5年間服役し、出所後は探偵に転職して証人保護プログラム破りに関わる。その過程でベトロワやブラッドレイと知り合い、3人のスキルを組み合わせた個人情報改竄システムを構築した。
幼少から偏頭痛に苦しんでいる上、過剰防衛事件での服役経験で過度な人間不信に陥っている。本ミッション中では長時間の移動が困難な容態であり、またベトロワが自分を裏切っているのではないかと疑っている。
リュドミラ・ベトロワ（Ljudmila Vetrova）
暗殺対象。ロシア系イギリス人。莫大な財産の相続人と称して独身の富裕層から資産を騙し取っていた詐欺師だったが、ウィリアムズと知り合い、ブラッドレイを加えた3人でヘイヴン社を立ち上げた。ヘイヴン・アイランドでは顧客の勧誘と応対を担当しているが、ヘイヴン社とウィリアムズに見切りをつけ、ピエトロなる人物と共謀して、ヘイヴン社からの逃亡を企てている。
スティーブン・ブラッドレイ（Steven Bradley's）
暗殺対象。ヘイヴン社が持つ独自ソフトウェアプラットフォームを独自に操る元ブラック・ハッカーのソフトウェア技術者。プラットフォームは全てが自動化されているため、仕事は緊急時以外ほとんどなく、普段はジェットスキーなどでリゾートを満喫している。
ジェイソン・ポートマン
「アーク・ソサエティ」に続いて登場。MuchTalkの数々の不正によるマスコミの取材から逃げるため、ヘイヴン・アイランドに滞在している。元ガールフレンドのステイシーと復縁しようとしているが上手くいっていない。一方べドロワからはMuchTalk買収を提案されている。
クリストファー・ジョンソン（Christopher "CJ" Johnson）
通称「CJ」。ヘイヴン・アイランドのシュノーケリングインストラクター。度々ジェットスキーでの事故を起こすブラッドレイを危惧するウィリアムズの指示で、ブラッドレイのジェットスキーの鍵を預かっている。
イマニュエル・シン（Immanuel Singh０）
医師。ウィリアムズを診察するため、ヘイヴン・アイランドを訪れている。
マイク・トンプソン（Mike Thompson）
ウィリアムズ邸警備員グループの長。ウィリアムズのボディガードも兼任しているが、仕事ぶりにウィリアムズから不満を持たれている。
リア・クーパー（Leah Cooper）
ウィリアムズ邸の地下にあるヘイヴン社のサーバー室に詰める技術スタッフ。ウィリアムズが保有していたUSBメモリを盗み、べドロワに渡そうとしている。

#### その他の登場人物
パメラ・キングスリー（Pamela "Pam" Kingsley）
前作にも登場したGNNニュースの人気女性キャスターで愛称は「パム」。ステージ内にあるテレビや幕間のムービーで流れているニュースを読んでいる。
ジェームズ・オリバー・バーンウッド（James Oliver Burnwood）
「三頭の蛇」クリア後のムービーでのみ登場。ダイアナの弟で故人。とある会社が起こした公害により9歳という若さで死亡。
サー・ピーター・ロイド・バーンウッド（Sir Peter Lloyd Burnwood, 5th Baronet）、レディ・ナンシー・サマーズ＝バーンウッド（Lady Nancy Burnwood (nee Summers).）
「三頭の蛇」クリア後のムービーでのみ登場。第5代バーンウッド準男爵とその妻。ダイアナの両親で故人。ピーターはジェームズの命を奪った会社を相手に訴訟を起こそうとしていたが、ナンシーは強大なバックボーンによってもみ消されていることを危惧して反対していた。
ジェームズの墓参りの帰り道で、乗った自動車に仕掛けられた爆弾の爆発により両親は死亡、ダイアナは車に向かう途中であったため無事だった。後にこの爆発を起こしたのがプロヴィデンスにいた頃の47であることが判明する。
オットー・ヴォルフガング・オルトマイヤー（Otto Wolfgang Ort-Meyer）
幕間のムービーでのみ登場。47とグレー(6)が育った、少年院に偽装したプロヴィデンスの超人兵士研究施設の所長で別名「教授」。故人。1989年の火災で施設は閉鎖。その後の研究はエーテル社が引き継いでいる。
オリジナルシリーズの同名の人物との関係は不明。
プロヴィデンス・パートナーズ（The Partners）
幕間のムービーでのみ登場。プロヴィデンスの創設者一族のトップとなっている3人の実業家。グレーによる工作員と資産へのテロ行為に対し、コンスタントが開いた会議に参加していた。
スゴール島でコンスタントが47達に拘束されて以降、自身の暗殺と資産の消失を恐れた3人は、表向きは死亡したことにして痕跡を消し逃亡している。ヘイヴン社はこの経歴改竄に関わっている。
カール・イングラム（Carl Ingram）
プロヴィデンス・パートナーズの1人。アメリカ人。南北戦争時代に火薬を売って得た莫大な資産を元手に石油・石炭・鉄鋼の一大帝国を築いたイングラム一族のトップ。
マーカス・ストイフェサント（Marcus stuvesant）
プロヴィデンス・パートナーズの1人。オランダ系ドイツ人。1834年に不動産と金融を取り扱う会社を設立して莫大な利益を得て、かつてニューヨーク最大の地主でもあったストイフェサント一族のトップ。
アレクサ・クリスティン・カーライル（Alexa Christine Carlisle）
プロヴィデンス・パートナーズの1人で、リーダー格。イギリス人。軍人一族の家系で、アヘン戦争で得た莫大な資産を元手に海運、鉄道、新聞出版で一大帝国を築いたカーライル一族のトップ。
コンスタント＝エドワーズの行動に不審を抱き、「アーク・ソサエティ」に入る前のムービーで、他のプロヴィデンス・パートナーズと共にエドワーズに組織への忠誠を問い糾す。その結果、エドワーズは自身の首にキルスイッチで開放される毒入りカプセルを埋め込まれる事になる。

### 特別ミッション

#### Special Assignments Pack 1
ダウンロードコンテンツ。

##### 蛇の抱擁（Embrace Of The Serpent）
ブレア・レディントン（Blair Reddington）
暗殺対象。絶滅危惧種の動物を狩猟する集団「ザ・ロッジ」のリーダーで、アメリカで最も有力な一族の末裔。コロンビアのジャングルにいる稀少な蛇の狩猟を行うため、サンタフォーチュナに訪れている。レディントンはメンバーが政治的な批判にさらされるのを防ぐため、政治家や有力者を相手に賄賂や脅迫を行っており、それが記されたブラックブックを肌身離さず持ち歩いている。クライアントは何年もザ・ロッジの狩猟を止めさせようとしたが失敗。レディントンの行為に終止符を打つため、ICAに暗殺とブラックブックの奪還を依頼した。

##### 壮大な幻想（Illusions Of Grandeur）
バジル・カーナビー（Basil Carnaby）
暗殺対象。悪名高いマジシャンで催眠術師。1960年代にイギリスの上流階級に反抗的な若者達に催眠術をかけ、ロンドンの裕福な家庭から金品を盗ませていた。その後警察が目を付けた頃にはネパールに逃亡し、以降行方が分からなくなっていた。クライアントは過去にカーナビーの催眠術の被害にあった被害者で、ムンバイの人々を相手にセミナーを行っているのを発見し、催眠術をかけて再び犯行を行う可能性があったため、ICAに暗殺を依頼した。

#### Special Assignments Pack 2
ダウンロードコンテンツ。２つのミッションは繋がっていて１つのストーリーになるようになっている。

##### 雄弁（A Silver Tongue）
アジット・クリッシュ（Ajit Krish）
暗殺対象。別名「AJ」と呼ばれている、高い医療効果を持つといわれているボトルウォーター「アトランティード」を製造・販売しているアトランティード社の社長。買った人が友人に勧めるように買わせる所謂マルチ商法の手口で販売しており、消費者達を食い物にしている。マイアミのサーキットにおり、レースを走るドライバーを会社の広告塔にしようとしている。クライアントはアトランティード社の被害を受けた被害者で、これ以上の被害を防ぐため、ICAに暗殺を依頼した。
エドウィン・シュミット（Edwin Schmitz）
スワック・チームのドライバー。彼を自社の広告に起用したいクリッシュから会談を持ちかけられているが、アトランティード社の悪評を把握しているため、回避を模索している。

##### 苦い薬（A Bitter Pill）
ガレン・ヴォレス（Galen Vholes）
暗殺対象。クリッシュ暗殺後に調べたクリッシュの通話記録により判明した真の黒幕。不満を持つ顧客や元販売員のクレームから逃れるためにホイットルトン・クリークで静かに暮らしている。また、医療知識がないにもかかわらず、その匿名性を利用して自宅に診療所を運営している。終止符を打つため、47はヴォレスの暗殺に向かう。
グラント・マスターソン（Grant Masterson）
ホイットルトン・クリークを所轄する保安官。アトランティードのトラブルに起因する実力行使を受ける可能性があるヴォレスを警護している。
「アナザーライフ」にも登場しており、不審者の監視を行っている。

#### 北海道雪まつり（Hokkaido Snow Festival）
北海道のガマ病院を舞台とした期間限定ミッション。
ドミトリー・フェドロフ（Dmitri Fedorov）
暗殺対象。軍人出身の元武器商人で、その後花火工場のオーナーとなった。安全性に問題がある花火工場での爆発事故に巻き込まれたが奇跡的に生還し、現在ガマ病院で治療を受けている。クライアントは爆発事故に巻き込まれた被害者の遺族で、事故に対する保険金を受け取った後バハマに逃亡しようとしているため、ICAに暗殺依頼が届いた。

### スナイパーアサシンモードの登場人物

#### 最後のヤードバーズ（The Last Yardbird）
ドリアン・ラング（Dorian Lang）
暗殺対象。前作の「フリーフォーム・トレーニング」の暗殺対象であるカルヴィン・リッターが所属していた窃盗組織「ヤードバーズ」の生き残りの1人。ヤードバーズはラスベガスのカジノで大胆な強盗を行ったが、そのカジノのオーナーである犯罪組織が報復の為にヤードバーズを懸賞金に賭けたため、止む無くヤードバーズを解散。解散する際にメンバー5人は「盗んだ金品をどこかに隠し、最後まで生き残った者が独り占めする」密約を交わす。依頼者はヤードバーズの創始者でもあるアレクサンダー・コバクで、生き残り3人とそのボディーガードを全員暗殺するようにICAに依頼した。
ギヨーム・メゾン（Guillaume Maison）
暗殺対象。ヤードバーズの生き残りの1人。ラングの娘が結婚することを知り、オーストリアにある自身の邸宅で結婚式を準備した。
ドリス・リー（Doris Lee）
暗殺対象。ヤードバーズの生き残りの1人。ラングの娘の結婚式に参列するため、メゾン邸を訪れている。

#### ペンと剣（The Pen and the Sword）
ジン・ヌー（Jin Noo）
暗殺対象。アジアにある架空の国カンダヤンの特殊部隊「ヘブンリー・ガード」の主要メンバーの1人。カンダヤンの独裁者スン・ポーの指示により、アメリカに亡命しているハン・ルドン夫妻を誘拐。その後スン・ポーの誕生日に公開処刑をカンダヤンで行うため、シンガポールで夫妻を乗せた密輸船の引継ぎを行っている。夫妻はカンダヤンで起こった事件の重要な証人として保護されており、ICAは誘拐された夫妻の救出の為、ヘブンリーガードの主要メンバー3人とそのボディーガード全員の暗殺を指示した。
ロム・クァイ（Lhom Kwai）
暗殺対象。ヘブンリー・ガードの主要メンバーの1人。
リ・タック（Re Thak）
暗殺対象。ヘブンリー・ガードの主要メンバーの1人。
ハン・ルドン（Han Ldong）、マ・ルドン（Ma Ldong）
カンダヤンからアメリカに亡命したカンダヤン民族の詩人とその妻。カンダヤンで起きた事件の重要な証人として保護されていたが、誘拐されてしまう。
エージェント・スミス（Agent Carlton Smith）
CIAのエージェント。シリーズではお馴染みのキャラクター。誘拐されたハン・ルドン夫妻を乗せた密輸船を発見し潜入するが、積み荷のコンテナに閉じ込められてしまう。

#### 罪と罰（Crime and Punishment）
ローマン・カブコ（Roman Khabko）
暗殺対象。世界中の政治家との繋がりが疑われているロシアンマフィア。10年間刑務所「Perm-14」に服役しているが、実際はレズニコフの副官的な立ち振る舞いをしている。カブコはレズニコフに賄賂を渡して早期釈放を求めており、ミッション当日がその釈放の日となる。クライアントはカブコの釈放によって深刻な外交問題に発展する恐れがあると考えており、カブコとレズニコフ、そしてレズニコフの傭兵部隊「シベリアン・タイガー」の暗殺をICAに依頼した。
ヴィタリー・レズニコフ（Vitaly Reznikof）
暗殺対象。Perm-14の刑務所長。Perm-14では暴行や殺人が横行しているため、何か月もロシアの新聞で内情を報道されており、国連人権理事会からも調査を受けている。カブコから賄賂を受け取って早期釈放を求められており、暴動に紛れて釈放することが絶好の機会だと考えている。
エージェント・スミス（Agent Carlton Smith）
「ペンと剣」に続いて登場。Perm-14に潜入するが見つかってしまい、アメリカ国旗が描かれた下着姿で捕まっている。

### エルーシブ・ターゲット
ここでは、HITMAN2から登場したターゲットについて記載する。前作から再登場したターゲットについては、Hitman_(2016年のゲーム)#エルーシブターゲットを参照。
マーク・ファバ 「不死身」「帰ってきた不死身男」
演：ショーン・ビーン
暗殺対象。「不死者」として知られている。元MI5の捜査官で、現在は非専属暗殺者として活動している。これまでICAエージェントに十数回殺されたが、そのたびに生き返っている。さらに都度ICAに挑戦状を送るため、ICAにとっては目の上のたんこぶとなっている。上層部は今回こそ確実に息の根を止めるため、組織最高の暗殺者である47を送り込む。
尚、発売前にショーン・ビーンをどれで殺すかという投票キャンペーンが行われており、そこで選ばれた2種類のアイテムがそれぞれのクリア報酬となっている。
デイブ・レディー
クローンシュタット社で働く社員。麻薬組織から請け負った密売のトラブル解決のためファバとの会合に参加する。その会合に47を案内する為、クローンシュタット社の受付で47が来るのを待っている。
ティモシー・ユー
クローンシュタット社で働く研究員で、47に似た容姿をしている。ファバを自身のラボに案内し、ペン型爆弾と特定のターゲットのみを殺す試作アンドロイドの説明をしている。
オスカー・ラファイエット
前作の「明日の世界」にも登場した精神科医。本作の発売前に公開されたエルーシブ・ターゲットのトレーラーに登場。ファバのカウンセリングをしていたが、その最中にファバに銃で殺される。
ビセンテ・ムリ―ジョ 「革命家」
暗殺対象。ファシストの民兵指導。1980年代の対共産主義闘争では有名な人物。ナルシストで病的な虚言癖があり、被害妄想が強く、酒を常飲している。暗殺理由は、ファシズム蜂起を決行するという夢を叶えるために、クライアントから1980年代に支援を受けていたことを世界に公表するかもしれないため。
デイム・バーバラ・エリザベス・キーティング 「政治家」
暗殺対象。元ニュージーランドの外務大臣。外相時代にホームレス支援のチャリティー企画の寄付金を横領した罪に問われ、辞任を余儀なくされる。しかし、タブロイド紙に連絡を取り、チャリティーの責任者へと罪を擦り付け死に追いやり、自身は政界復帰を企てている。病的な慎重さで、自らにそっくりな影武者を傍に置いている。
ミランダ・ジャミソン 「鑑定士」
暗殺対象。有名な芸術鑑定士でバルセロナのゴルカ会館の館長。美術業界で行われる大規模な価格操作のキーパーソン。彼女の芸術作品に対する冷酷なやり方のせいで無数のギャラリーが潰された。人生を台無しにされた芸術家の中には自殺に追い込まれた人も少なくない。
2週間前、以前のクライアントから貴重な絵画を盗もうと強盗を雇った。彼女の関与に気付いたクライアントは絵画が公開される前に彼女を排除、彼女の個人的ノートを回収するよう依頼してきた。
センサー 「連続殺人鬼」
暗殺対象。各地で無差別殺人を行っており、殺害した相手がどれだけ抵抗するなどの生きる意志を見せたかに従ってアルファベット評価を都度残していくことから、「センサー」(審問官)の異名で呼ばれる。長らく警察の手から逃走を図っていたが、慢心から、ホイットルトン・クリークに潜伏していることを突き止められ、暗殺対象となる。しかし、男性であること以外正体は不明であり、現地で彼を見極めなければならない。
ジミー・チェン 「密航者」
暗殺対象。鳴かず飛ばずの役者だったが、リアリティー番組のオーディション受けた際に悲惨な印象を残した結果、奇しくもネット上で一躍人気者となる。これをきっかけに富裕層への批判を主とするオンラインレポーターに転向。目立ちたがりかつモラルが欠けた性格であり、大手製薬企業の抗うつ薬に関するネガティブなデータを1年間隠し通し、情報の価値が上がるタイミングでスキャンダルとして流出させた。彼のエゴで妹を失うこととなったクライアントより、報復として暗殺対象となった。また、記録用のボイスレコーダーを常に携帯しており、こちらの回収も任務のひとつである。
アンソニー・L・トロウト 「詐欺師たち」
暗殺対象。前作のエルーシブターゲットにも登場。グレナダ侵攻の退役軍人で下院議員。自分の政敵になりそうな危険な敵対存在にマギーを送り込んで操ったり、究極的には消したりしている。大統領選を前にして、サピエンツァでヨーロッパの投資家や政治の黒幕達と「交流会」を行っている。
リチャード・J・マギー
暗殺対象。トロウトの政敵に工作を仕掛けている。

## 用語
プロヴィデンスの超人兵士計画
1960年代にプロヴィデンスが進めていた計画。少年期から遺伝子操作を施され従順で感情に左右されないよう育成された人間による暗殺者部隊の組織が目的。この計画のために招かれたのが遺伝子工学者オットー・ウォルフガング・オルトマイヤーであった。
超人兵士はルーマニアの少年院跡に設けられた施設で育成された。47と「ルーカス・グレー」こと6はここの出身である。
計画はパートナーズ主導であったらしく、当時のコンスタントであるヤヌスからは「よく訓練されたスパイの方が効率的」「不快」などと酷評されていた。
超人兵士部隊はアルフレド・ストロエスネル独裁政権を倒した1989年のパラグアイ・クーデターに投入されたが、多くの人的損害を出し、6が離反するきっかけを作ってしまう。
グローバル・イノベーション・レース（Global Innovation Race）
毎年夏にマイアミで行われる自動車レース。出走車クラスは、外見からIMSA スポーツカー選手権風のスポーツカーと考えられる。クローンシュタットは本ミッションの前年まで5大会連続で優勝している。
レース場に隣接した「ベイサイド・センター」では、クローンシュタットの技術展示会が開かれている。
トンガンバレー事件
カンダヤンのトンガンバレー地方で発生した架空の事件。平和的デモに対してカンダヤン軍が無人爆撃機を投入し、多数の死者が出た。カンダヤン当局は無人爆撃機を自国製と主張しているが、クローンシュタットの関与疑惑がある。
アークソサエティ（Ark Society）
1991年、ヤヌスと欧米の大手エネルギー企業5社のCEOによって設立された会員制クラブ。本部は北大西洋に浮かぶ架空の城塞島・スゴール島に置かれている。
その目的は、将来に予想される文明の崩壊に備え、超富裕層の生存と財産の保全、文化財の保護である。スヴァールバル諸島の地底には会員用のシェルターがあり、居住区画の他、レストラン、バー、スポーツジム、映画館などを備えた小ホテルの様相を呈している。
会員は大きく3種類に分かれている。一般会員の「アーク・メンバー」、クラブの大口出資者でもある「アーク・パトロン」、研究者・学識経験者から成る「アーキテクト」である。
プロヴィデンスの機関ではないようだが、運営には大きく関わっている。初代会長であったヤヌスが退いた後、後任にはワシントン姉妹が(ヤヌスの反対をプロヴィデンス・パートナーズが押し切って)就任した。
会員は仮面を着用して会合に参加する義務があり、スゴール島では会員ではない警備員やスタッフ、外部から招かれたゲストも仮面を着けている。
プロヴィデンス・パートナーズ(Providence Partners)
プロヴィデンスの首領。創設3家の家長が世襲する。プロヴィデンスにおいては、コンスタント以外には(プロヴィデンスのメンバーとしては)姿を見せる事はない。
本三部作時点でのパートナーズはカール・イングラム、マーカス・ストイフェサント、アレクサ・クリスティン・カーライルの3人。
コンスタント(Constant)
プロヴィデンス・パートナーズを補佐すると共に、プロヴィデンスの全行動に関わる実務を指揮する責任者。ヘラルドを介して工作員に指示を出す。
本三部作時点でのコンスタントはアーサー・エドワーズ。